# گوریون
گوریون (Կորյուն؛ ۳۸۰– ۴۵۰) تاریخ‌نگار اهل ارمنستان بود.
دربارهٔ زندگی گوریون که او را باید نخستین مؤلف ارمنی به‌شمار آورد، اطلاع چندانی در دست نیست. وی به عنوان یک روحانی و آموزگار به امر تبلیغ مسیحیت و آموزش اشتغال ورزیده‌است و در کار ترجمهٔ متون دینی نیز دست داشت است.
در تاریخ‌نگاری سنتی ارمنی از لحاظ زمانی کتاب «رفتار ماشتوتس» یا «اعمال ماشتوتس» که به شرح زندگی و فعالیت‌های اجتماعی-ادبی مسروب ماشتوتس، ابداع کنندهٔ حروف الفبای زبان ارمنی اختصاص دارد، جای نخست را از آن خود کرده‌است. این کتاب را گوریون که از شاگردان ماشتوتس بوده‌است به رشتهٔ تحریر درآورده است. گوریون پس از وفات آموزگار خود به فکر می‌افتد تا دربارهٔ پیدایش حروف الفبای زبان ارمنی و زندگی ابداع کنندهٔ این حروف کتابی بنگارد. تاریخ دقیق نگارش این اثر گوریون مشخص نیست. به احتمال قریب به یقین بین سال‌های ۴۵۱–۴۴۲ میلادی تألیف شده‌است. عده ای نیز معتقدند که این اثر بعد از سال ۴۴۰ میلادی به رشته تحریر درآمده است. کتاب «رفتار ماشتوتس» از بیست و نه فصل و یک پیشگفتار تشکیل شده‌است.
برخی پژوهشگران ارمنی احتمال می‌دهند که گوریون غیر از «رفتار ماشتوتس» کتاب‌های دیگری نیز نگاشته باشد. اما اثر دیگری به نام او در تاریخ ارمنستان ثبت نشده‌است.